# كونور جونسون
كونور جونسون (بالإنجليزية: Connor Johnson)‏ هو لاعب كرة قدم بريطاني في مركز الدفاع، ولد في 10 مارس 1998 في Kettering ‏ في المملكة المتحدة. لعب مع تيلفورد يونايتد.

## وصلات خارجية
- كونور جونسون على موقع قاعدة بيانات كرة القدم.إي يو (الإنجليزية)
- كونور جونسون على موقع Soccerbase.com (لاعب) (الإنجليزية)
- كونور جونسون على موقع Soccerway.com (الإنجليزية)